# Zülpich

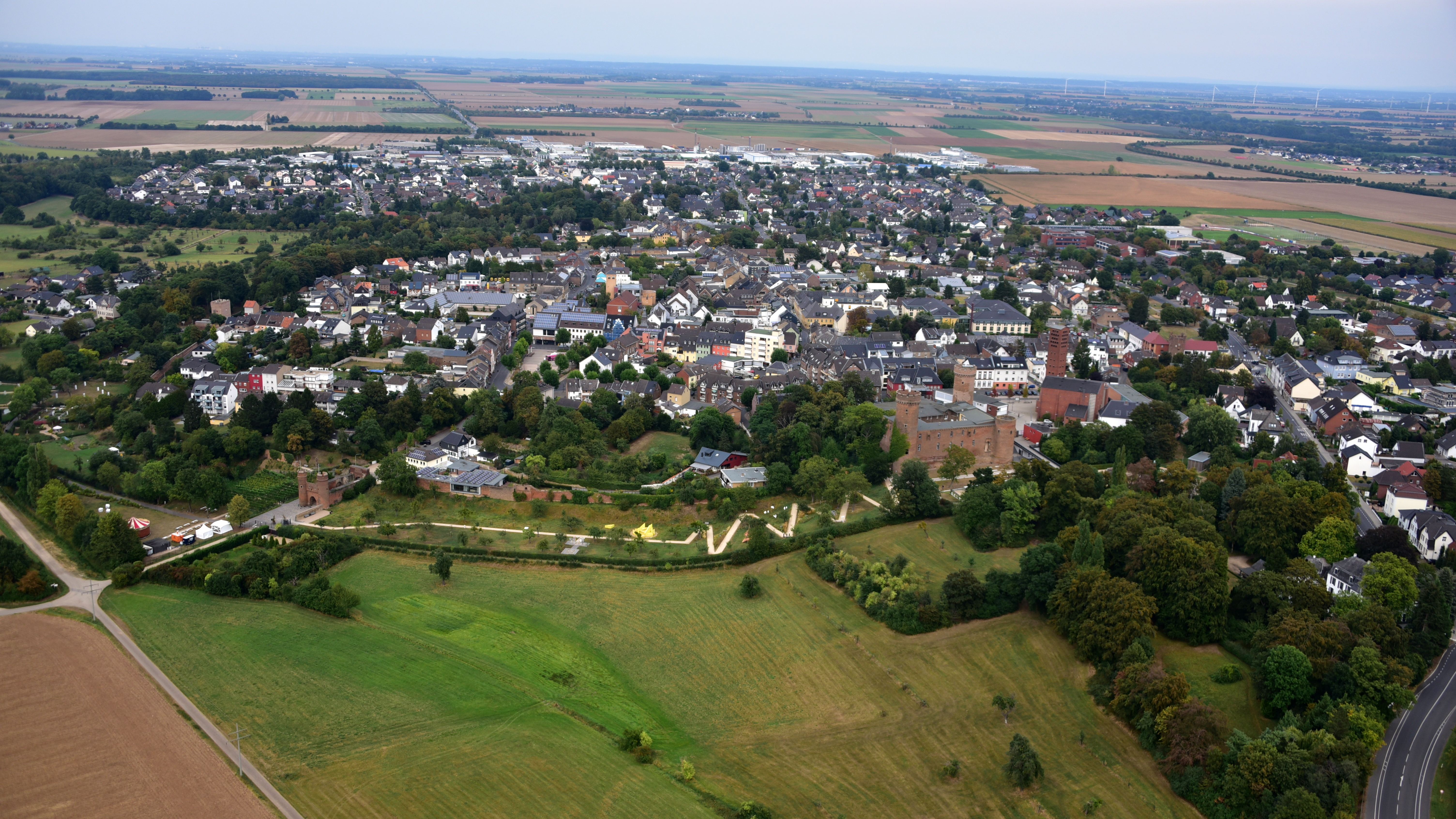
Zülpich, Luftaufnahme (2016)

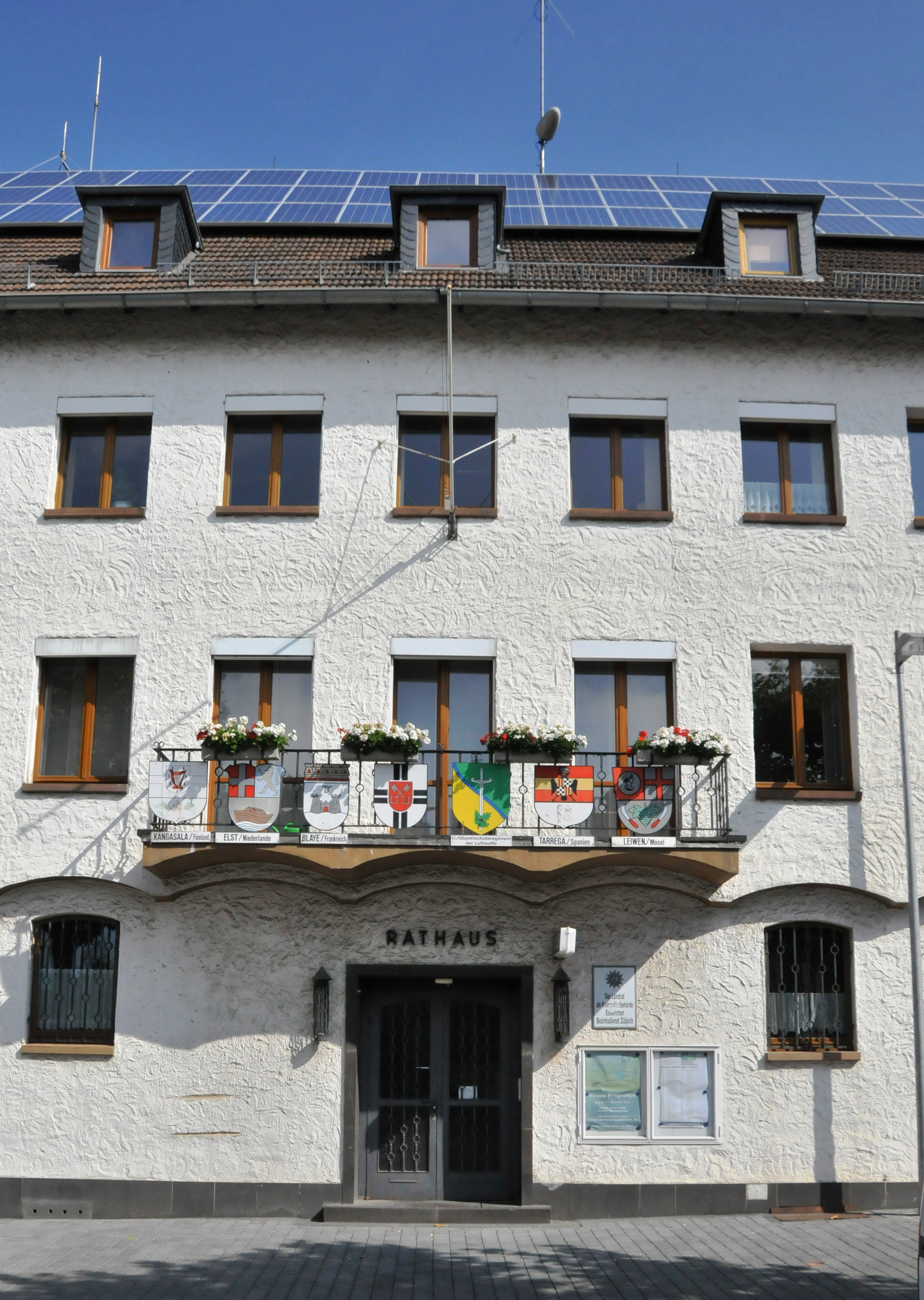
Rathaus von Zülpich

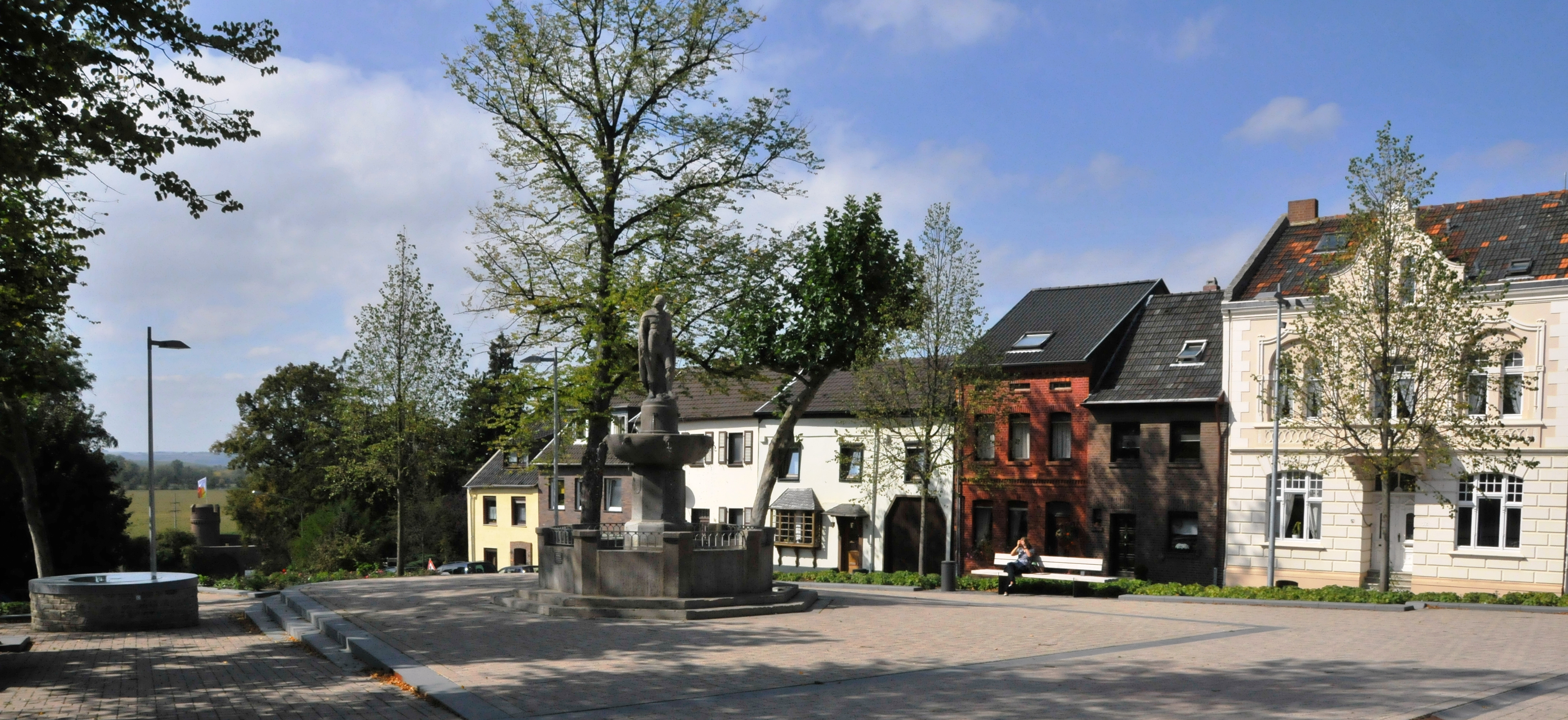
Markt(platz) beim Rathaus in Zülpich

Zülpich ist eine Stadt im Kreis Euskirchen im Regierungsbezirk Köln in Nordrhein-Westfalen. Die einstige Römerstadt mit dem lateinischen Namen Tolbiacum existiert bereits seit dem 1. Jahrhundert v. Chr. und war wiederum im 5. Jahrhundert n. Chr. Austragungsort der Schlacht von Zülpich, die zu einem feststehenden Begriff in der europäischen Geschichtsschreibung wurde. Zülpich birgt ferner eine Vielzahl historischer Kulturdenkmäler, zu denen auch das einzige deutsche Museum der Badekultur gehört.

## Geografie
Zülpich liegt in der Zülpicher Börde, einer Landschaft der Niederrheinischen Bucht zwischen der Eifel im Südwesten und der Kölner Bucht im Nordosten. Als Teil des Rheinischen Braunkohlereviers war sie Zentrum des von 1953 bis 1967 betriebenen Tagebaus Zülpich, aus dem zwei Baggerseen hervorgegangen sind: der öffentlich genutzte Wassersportsee Zülpich und der als Bioreservat geschützte Naturschutzsee Füssenich.
Zülpich besitzt sieben Nachbargemeinden. Im Osten grenzt die Stadt an die Gemeinde Weilerswist und die Kreisstadt Euskirchen, im Süden an die Stadt Mechernich (alle im Kreis Euskirchen), im Westen an die Stadt Heimbach, die Stadt Nideggen und die Gemeinde Vettweiß (alle im Kreis Düren) sowie im Norden an die Stadt Erftstadt (im Rhein-Erft-Kreis).

### Stadtgliederung
Zülpich gliedert sich in 24 Stadtteile, die Kernstadt einbezogen. Die folgende Tabelle zeigt die Lage und die Einwohnerzahl der Stadtteile und Ortschaften (Stand: 31. Dezember 2023).
| Ortschaft                     | Lage (1) | Einwohner |
| ----------------------------- | -------- | --------- |
| Bessenich                     | westlich | 612       |
| Bürvenich                     | südlich0 | 965       |
| Dürscheven                    | östlich0 | 623       |
| Enzen                         | östlich0 | 615       |
| Eppenich                      | südlich0 | 160       |
| Füssenich                     | westlich | 926       |
| Geich                         | westlich | 825       |
| Hoven mit dem Ort Floren      | südlich0 | 1171      |
| Juntersdorf                   | westlich | 225       |
| Langendorf                    | südlich0 | 318       |
| Linzenich                     | östlich0 | 350       |
| Lövenich                      | östlich0 | 249       |
| Merzenich                     | südlich0 | 167       |
| Mülheim                       | östlich0 | 387       |
| Nemmenich mit dem Ort Lüssem  | östlich0 | 775       |
| Niederelvenich                | östlich0 | 594       |
| Oberelvenich                  | östlich0 | 197       |
| Rövenich                      | nördlich | 562       |
| Schwerfen mit dem Ort Virnich | östlich0 | 1570      |
| Sinzenich                     | östlich0 | 1241      |
| Ülpenich                      | östlich0 | 1203      |
| Weiler in der Ebene           | nördlich | 452       |
| Wichterich                    | östlich0 | 1063      |
| Zülpich (Kernstadt)           |          | 6570      |

### Klima
|                       | Jan  | Feb  | Mär  | Apr  | Mai  | Jun  | Jul  | Aug  | Sep  | Okt  | Nov  | Dez  |   |       |
| Mittl. Tagesmax. (°C) | 2    | 4    | 8    | 12   | 16   | 20   | 20   | 22   | 17   | 12   | 6    | 2    | ⌀ | 11,8  |
| Mittl. Tagesmin. (°C) | −2   | −1   | 2    | 4    | 8    | 10   | 12   | 12   | 9    | 7    | 2    | −1   | ⌀ | 5,2   |
|                       |      |      |      |      |      |      |      |      |      |      |      |      |   |       |
| Niederschlag (mm)     | 48,2 | 49,7 | 44,2 | 54,6 | 53,9 | 54,8 | 69,6 | 75,4 | 55,0 | 62,7 | 60,4 | 52,3 | Σ | 680,8 |

| −2 |

| −1 |

| 2 |

| 4 |

| 8 |

| 10 |

| 12 |

| 12 |

| 9 |

| 7 |

| 2 |

| −1 |

| −2 |

| −1 |

| 2 |

| 4 |

| 8 |

| 10 |

| 12 |

| 12 |

| 9 |

| 7 |

| 2 |

| −1 |

| N i e d e r s c h l a g | 48,2 | 49,7 | 44,2 | 54,6 | 53,9 | 54,8 | 69,6 | 75,4 | 55,0 | 62,7 | 60,4 | 52,3 |
|                         | Jan  | Feb  | Mär  | Apr  | Mai  | Jun  | Jul  | Aug  | Sep  | Okt  | Nov  | Dez  |

## Geschichte
Bei Ausschachtarbeiten im Baugebiet „Seegärten“ wurden 2009 Fundstücke zu Tage gefördert, die aus der Jungsteinzeit stammen. Es sind Überreste von Gerätschaften, die Siedler im 4. Jahrtausend v. Chr. benutzt haben. Bisher war man davon ausgegangen, dass die frühere Römerstadt auf eine nur rund 2000 Jahre alte Geschichte zurückblicken könne. Man geht davon aus, dass sich bereits 5500 v. Chr. erstmals Nomaden an dieser Stelle im Rheinland niederließen, um sesshaft zu werden.
Im 1. Jahrhundert v. Chr. bestand Zülpich vermutlich bereits als kleiner römischer Vicus, der unter dem Namen Tolbiacum erstmals für das Jahr 70 n. Chr. bei Tacitus erwähnt wird. In der Stadt trafen wichtige römische Fernstraßen aufeinander, die zu folgenden Städten führten:
- Reims Durocortorum Remorum
- Trier  Augusta Treverorum (Römerstraße Trier–Köln)
- Xanten Colonia Ulpia Traiana (über Neuss Novaesium, Römerstraße Trier–Neuss)
- Bonn Castra Bonnensia (über Euskirchen-Billig Belgica Vicus)
- Köln Oppidum Ubiorum / Colonia Claudia Ara Agrippinensium
- Jülich Iuliacum Vicus (Regionalverbindung)

Die Straßenverbindungen von Reims und Trier trafen sich im Bereich des heutigen Stadtteils Hoven und liefen zusammen durch die Siedlung weiter in Richtung Köln. Die Wegstrecke von Xanten könnte, zusammen mit der Straße von Jülich, nach einem schräg am Hang verlaufenden Anstieg auf den Zülpicher Horst ebenfalls am Ortsrand von Hoven zu der Trier/Reims-Kölner Straße gestoßen sein. Die aus Osten von Bonn kommende Straße traf nach Grabungsbefunden im Bereich des heutigen Geriatrischen Zentrums die Köln-Trierer Straße südlich der Brabenderstraße. Viele dieser Straßen sind heute noch im Wegenetz oder der Feldflur erkennbar.
Im 2. Jahrhundert wurde eine römische Thermenanlage erbaut und im 4. Jahrhundert ein Mauerring um die Kernstadt errichtet. 496 wurden bei Zülpich in der Schlacht von Zülpich die Alamannen vom Frankenkönig Chlodwig I. geschlagen. Nach der Schlacht trat Chlodwig zum christlichen Glauben über und begründete das merowingische Frankenreich. Der Zülpicher Königshof war seit der Karolingerzeit auch das Zentrum des Zülpichgaus, der bis ins 11. Jahrhundert zum Herrschaftsgebiet der Ezzonen gehörte.

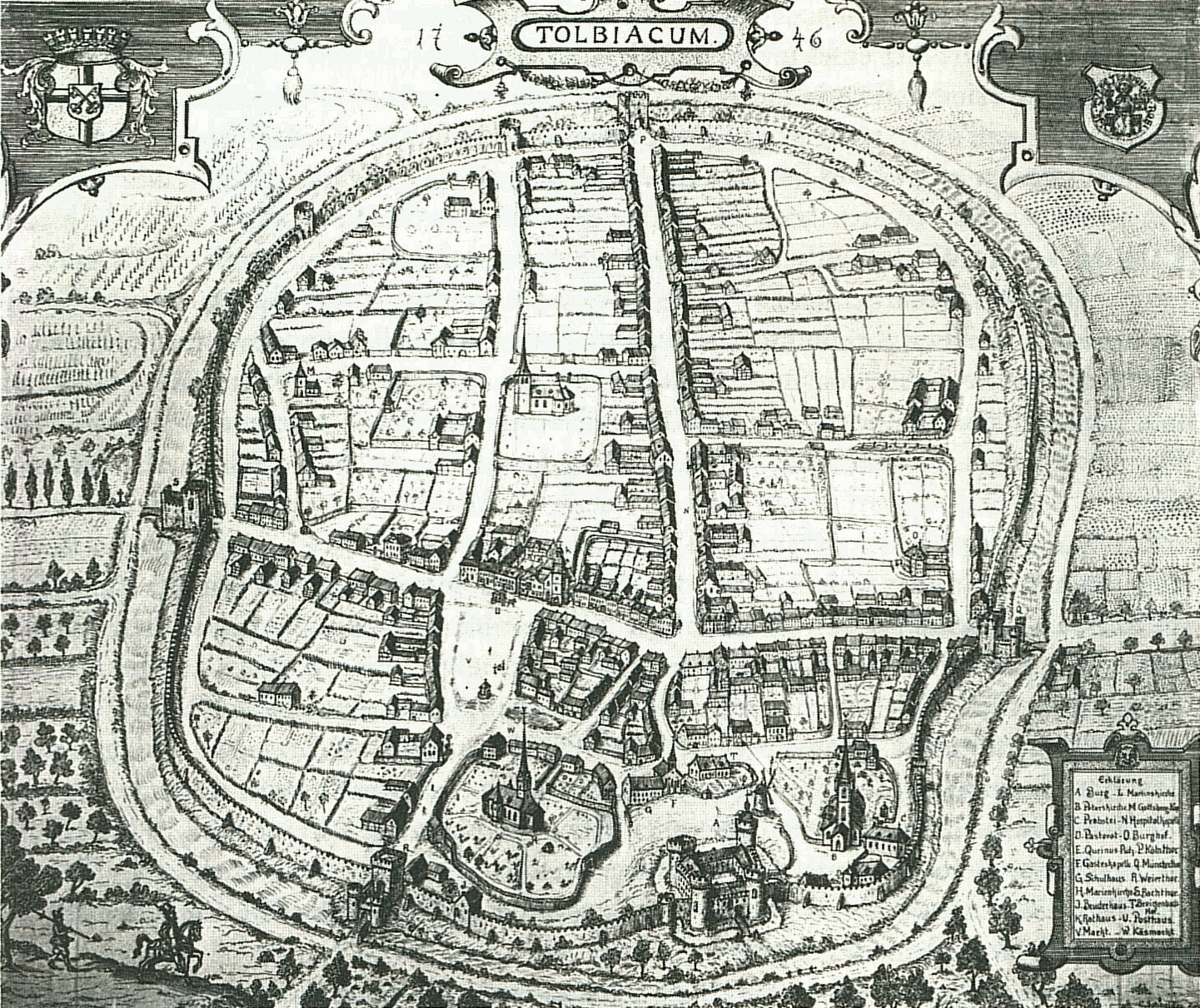
Das mittelalterliche Zülpich, Zeichnung von 1749

Die Kirche St. Peter findet 848 ihre erste urkundliche Erwähnung. Im Jahr 881 wurde Zülpich während der Raubzüge der Wikinger in das Rheinland zerstört. Heinrich I., König des Ostfrankenreichs, eroberte die Stadt im Jahr 925. Nach dieser Schlacht unterwarf sich Herzog Giselbert von Lothringen Heinrich, damit fiel Lotharingen an die Ostfranken.
In der ersten Hälfte des 13. Jahrhunderts wurden die Stadtrechte erteilt. Zwischen den Jahren 1278 und 1285 wurde die Stadt durch den Kölner Erzbischof Siegfried von Westerburg befestigt. Im Jahre 1288 wurde die Stadt durch den Grafen Walram von Jülich zerstört. Unter kurkölnischer Herrschaft (endgültig seit 1368) wurde die Stadt im Jahre 1395 wieder aufgebaut, die bis heute zu einem großen Teil erhalten ist. Anfang des 15. Jahrhunderts kam es zur Vollendung der Burg, der Stadtmauer und der Toranlagen in ihrer heutigen Erscheinung.
1635 gründeten die Kapuziner in Zülpich eine Ordensniederlassung mit einem Gymnasium, später wurde hieraus ein Krankenhaus. Dieses besteht noch heute als Geriatrisches Zentrum. 1798, in der Franzosenzeit, wurde Zülpich Hauptort eines französischen Kantons, nachdem das Rheinland an Frankreich gefallen war.
1864 erreichte die Bördebahn die Stadt. In den 1930er Jahren entdeckten Archäologen die sehr gut erhaltene römische Thermenanlage.
Am 24. Dezember 1944 wurde Zülpich von den Alliierten bombardiert und große Teile der Kernstadt zerstört.
1952 wurde das neue Rathaus eingeweiht und der Grundstein für den Neuaufbau der Kirche St. Peter gelegt. Von 1953 bis 1967 wurde im Tagebau Zülpich Braunkohle gefördert.
Am 1. Januar 1969 wurden die ehemaligen Gemeinden Bessenich, Dürscheven, Enzen, Langendorf, Linzenich-Lövenich, Merzenich, Nemmenich, Oberelvenich, Rövenich, Sinzenich, Ülpenich, Weiler in der Ebene und Wichterich in die Stadt Zülpich eingegliedert. Am 1. Januar 1972 kamen Bürvenich, Füssenich und Schwerfen (Ortsteil von Veytal) hinzu.
2007 bewarb sich Zülpich um die Ausrichtung der Landesgartenschau 2010 in Nordrhein-Westfalen, die jedoch an die Stadt Hemer vergeben wurde. Mit dem abgewandelten Konzept „Zülpicher Jahrtausendgärten – Von der Römerzeit bis ins 21. Jahrhundert“ bewarb sich Zülpich erneut um die Ausrichtung der Landesgartenschau 2014 und setzte sich gegen den einzigen Mitbewerber Hamm durch.

## Politik

### Stadtrat
Der Stadtrat ist die kommunale Volksvertretung der Stadt Zülpich. Über die Zusammensetzung entscheiden die Bürger alle fünf Jahre. Die letzte Wahl fand am 13. September 2020 statt.

### Bürgermeister
Der Jurist Ulf Hürtgen wurde bei der Wahl am 13. September 2020 im Amt als Bürgermeister bestätigt; er übt das Amt seit 2015 aus.

### Städtepartnerschaften

#### Offizielle Städtepartnerschaften
- Blaye (Frankreich)
- Kangasala (Finnland)
- Elst (Gemeinde Overbetuwe) (Niederlande)

#### Nicht offizielle Städtepartnerschaften
- Leiwen (Mosel)
- Tàrrega (Spanien), Partnerstadt von Blaye

### Wappen und Flagge
| Wappen von Zülpich | Blasonierung: „In Silber ein durchgehendes geschliffenes schwarzes Balkenkreuz, belegt mit einem Herzschild, darin in Rot zwei schräggekreuzte goldene Schlüssel.“ |
| Wappen von Zülpich | Wappenbegründung: Das schwarze Balkenkreuz in Silber ist das Wappen Kurkölns, zu dem Zülpich seit 1278/1368 bis 1798 gehörte, die goldenen Schlüssel in Rot verweisen auf den Apostel Simon Petrus und sein Patrozinium über die 848 erstmals erwähnte Kirche St. Peter. |

Beschreibung der Flagge: „In Weiß ein schwarzes Kreuz, belegt mit einem, zwei gekreuzte gelbe Schlüssel, tragenden roten Schild.“
Die Hauptsatzung gibt keine Auskunft über eine Flagge. Laut Auskunft der Gemeindeverwaltung wird aber eine Wappenflagge geführt.

## Religion
Seit dem 13. Jahrhundert lebten nachweislich Juden in Zülpich. Die jüdische Gemeinde war vor 1933 dabei mit 150 Mitgliedern deutlich größer als die evangelische Kirchengemeinde. Seit dem Holocaust leben keine Juden mehr in Zülpich. Derzeit sind etwa 15 % der Einwohner evangelisch.

## Verkehr

### Schienenverkehr

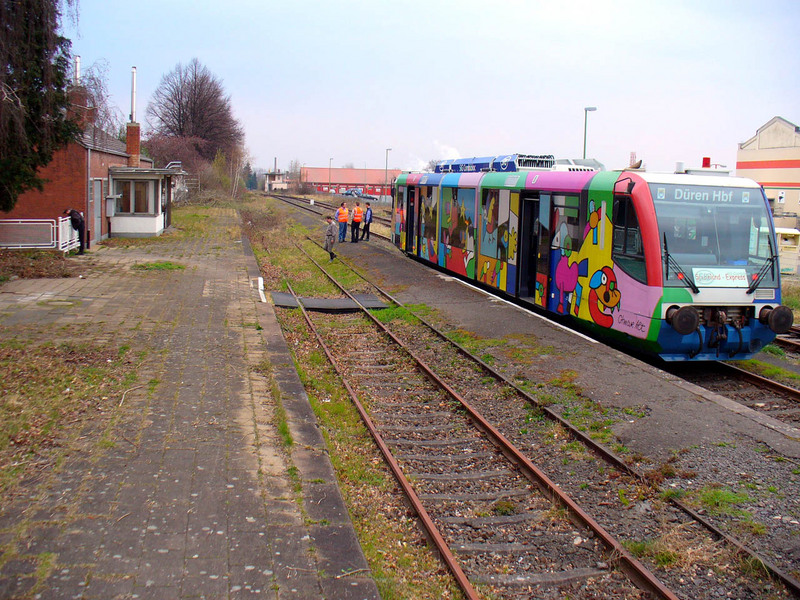
Sonderzug im Bf Zülpich (2007)

Der Bahnhof Zülpich wurde 1864 von der Rheinischen-Eisenbahn-Gesellschaft an der Strecke Düren–Euskirchen errichtet. Ab 1895 verkehrten Züge der Euskirchener Kreisbahnen (EKB) nach Mülheim-Wichterich und Arloff. 1909 eröffnete die Dürener Kreisbahn (DKB) den Betrieb auf ihrer Strecke von Distelrath zunächst bis Zülpich. Gemeinsamer Bahnhof für EKB und DKB war der Bahnhof Zülpich-Stadt. 1911 erfolgte die Verlängerung weiter in Richtung Embken. 1959 stellte die EKB den Betrieb in Zülpich ein, 1962 folgte die DKB. Der Personenverkehr auf der Bördebahn wurde zum 27. Mai 1983 eingestellt.
Danach wurde es auch im Bahnhof Zülpich ruhig. Das Bahnhofsgebäude ist neben dem vermieteten Lagerschuppen noch erhalten. Das Stellwerk Zf wurde renoviert und wird seit 2007 von der IG Rurtalbahn genutzt. Zunächst fuhren seit 2006 wieder am Wochenende Züge der Bürgerbahn vom Bördeexpress durch Zülpich, wo zwischenzeitlich der Bahnsteig erneuert wurde. Der Betrieb wurde 2015 ganzjährig auf sams-, sonn- und feiertags ausgeweitet. Ab 2018 sollte die Linie auch unter der Woche, ab 2020 stündlich fahren. Zum Fahrplanwechsel am 15. Dezember 2019 startete der Vorlaufbetrieb mit einem täglichen Angebot.
Seit Januar 2023 bestehen vom Bahnhof Zülpich Verbindungen im Stundentakt nach Euskirchen und Düren.

### Busverkehr
Zülpich liegt im Verbundraum des Verkehrsverbundes Rhein-Sieg und wird von zahlreichen Buslinien bedient, teilweise auch aus dem benachbarten Aachener Verkehrsverbund. Zusätzlich verkehren einige Buslinien als TaxiBusPlus im Bedarfsverkehr.
| Linie      | Betreiber    | Verlauf |
| ---------- | ------------ | --- |
| 208        | Rurtalbus    | Düren Kaiserplatz – Distelrath – (Merzenich Rathaus –) Schöne Aussicht – Girbelsrath – Eschweiler über Feld – Nörvenich Alter Bf – Nörvenich Hommelsh. Weg – Hochkirchen – (Irresheim –) Eggersheim – Lüxheim – Gladbach – Müddersheim – Disternich – Sievernich – Bessenich – Zülpich Frankengraben – Adenauerpl./Schulzentr.                                                    |
| 233        | Rurtalbus    | Zülpich Bf – Zülpich Frankengraben – Hoven – Langendorf – Bürvenich – Eppenich – (Embken –) Wollersheim – Berg – Nideggen |
| 290        | Rurtalbus    | Düren Bf/ZOB – StadtCenter – Kaiserplatz – Stockheim – Soller – Frangenheim – Froitzheim (– Zülpich Frankengraben – Zülpich Bf) |
| 298        | Rurtalbus    | Düren Bf/ZOB – StadtCenter – Gneisenaustraße – Binsfeld – Rommelsheim – Bubenheim – Jakobwüllesheim – Vettweiß – Froitzheim – (Ginnick ← Embken ← Juntersdorf ←) Füssenich – Geich – Zülpich Post – (Zülpich Bf –) Zülpich Frankengraben – (Adenauerpl./Schulzentr. –) (Nemmenich –) Ülpenich – (Enzen –) Dürscheven – Elsig – Euenheim – Euskirchen Berufskolleg – Euskirchen Bf |
| 774        | RVK          | Citybus Zülpich: Zülpich Bf – Zülpich Münstertor/Zentrum – Hoven – Seepark – Lövenich – Linzenich – Sinzenich – Schwerfen |
| 811        | RVK          | MiKE: Mechernich Bf – Mechernich Stiftsweg – Kommern – Gehn – (Virnich –) Schwerfen – Bürvenich – Eppenich – Langendorf – Juntersdorf – Zülpich Frankengraben – Zülpich Bf |
| 889        | RVK/Kreis EU | MiKE / AST-Verkehr: (Füssenich – Geich –) Bessenich – Zülpich Bf – Zülpich Frankengraben (→ Nemmenich → Lüssem → Ülpenich → Dürscheven → Enzen) |
| 892        | RVK/Kreis EU | MiKE / AST-Verkehr: Mülheim – Wichterich – Niederelvenich – Oberelvenich – Rövenich – Zülpich Bf – Zülpich Frankengraben – Hoven – Floren – Merzenich |
| 979        | REVG         | Hürth-Hermülheim (Stadtbahn) – Liblar – Erftstadt Bf – Frauenthal – Lechenich – (Ahrem → Friesheim →) Erp (– Weiler in der Ebene – Zülpich) |
| 984        | RVK          | Swisttal / Erftstadt / Zülpich – Weilerswist |
| RufBus 208 | Rurtalbus    | Rufbus: Nörvenich Hommelsh. Weg – Irresheim – Eggersheim – Lüxheim – Gladbach – Müddersheim – Disternich – Sievernich – Bessenich – Zülpich Adenauerpl./Schulzentr. (Sa nachmittags/abends) |

## Wirtschaft
Zülpich gehört zur Euregio Maas-Rhein. In der Kernstadt prägen lokale Gaststätten, Dienstleister und Einzelhandelsgeschäfte das Erscheinungsbild, am Nordostrand existiert ferner ein modernes Gewerbegebiet. Traditionell von großer Bedeutung sind außerdem die zahlreichen Landwirtschaftsbetriebe und Naherholungseinrichtungen. Darüber hinaus hat sich Zülpich zu einem Zentrum der Chemieindustrie entwickelt und ist Sitz zahlreicher Erzeuger von Kunststoffen und Kosmetikbestandteilen wie Albis oder Zeiss. Auch der irische Verpackungshersteller Smurfit Kappa unterhält hier eine Papierfabrik und der japanische Aromenproduzent Takasago betreibt in Zülpich seine Europaniederlassung samt eigenem Werk.

## Kultur und Sehenswürdigkeiten

### Tourismus
Zülpich wird der Tourismusregion Eifel zugeordnet. Die leicht hügelige Landschaft bietet mit ihren Bachauen, dem Naturschutz- und Wassersportsee gute Freizeitmöglichkeiten für Reiter, Radfahrer und Wanderer. Zülpich ist an eine Reihe von Radwanderwegen angeschlossen. Die 524 km lange Wasserburgen-Route verbindet mehr als 130 Burgen am Rand der Eifel und in der Kölner Bucht. Das 265 km lange Radwegenetz der Tälerroute erschließt touristisch interessante Orte in Nordrhein-Westfalen auf familienfreundlicher Strecke. Die 480 km lange Kaiser-Route verläuft von Aachen nach Paderborn. Sie ist nach Kaiser Karl dem Großen benannt, der in Aachen residierte. Der Routenverlauf orientiert sich an der mutmaßlichen Route, die das kaiserliche Heer im Jahr 775 auf seinem Kreuzzug in das Gebiet der Sachsen nahm.

#### Landesgartenschau 2014 / Seepark Zülpich

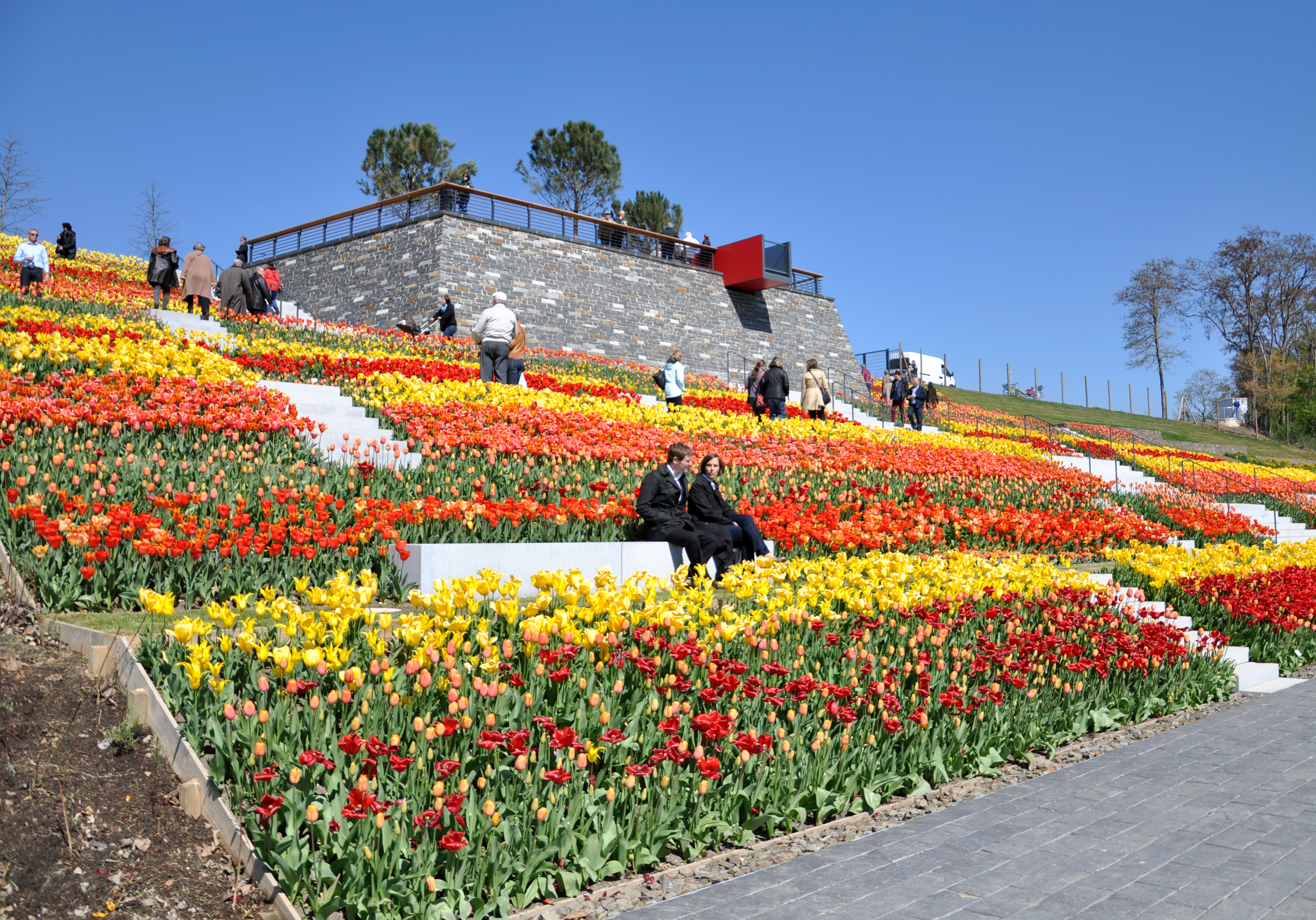
Römerbastion am Seepark zum Eröffnungstag der Landesgartenschau 2014 am 16. April 2014

Vom 16. April bis zum 12. Oktober 2014 wurde in Zülpich die nordrhein-westfälische Landesgartenschau 2014 ausgerichtet.
Der Seepark Zülpich (früher: Gartenschaupark Zülpich) ist nach Beendigung der Landesgartenschau am 12. Oktober 2014 die Nachfolgelösung für große Teile des ehemaligen Gartenschaugeländes.

#### Wohnmobilhafen
Nahezu direkt am südlichen Ufer des Wassersportsees Zülpich liegt ein Wohnmobilhafen mit rund 60 Stellplätzen.

#### Wassersportsee
Der rund 85 ha große Wassersportsee liegt im Süd-Osten der Stadt und entstand in den 1970er-Jahren durch die Flutung eines ehemaligen Braunkohletagebaus.

#### Neffelsee
Der Neffelsee ist ein Naturschutzsee, liegt südwestlich von Zülpich, kurz vor der Ortschaft Füssenich, und entstammt ebenfalls einem ehemaligen Braunkohletagebau.

### Baudenkmäler

#### Kirche St. Peter

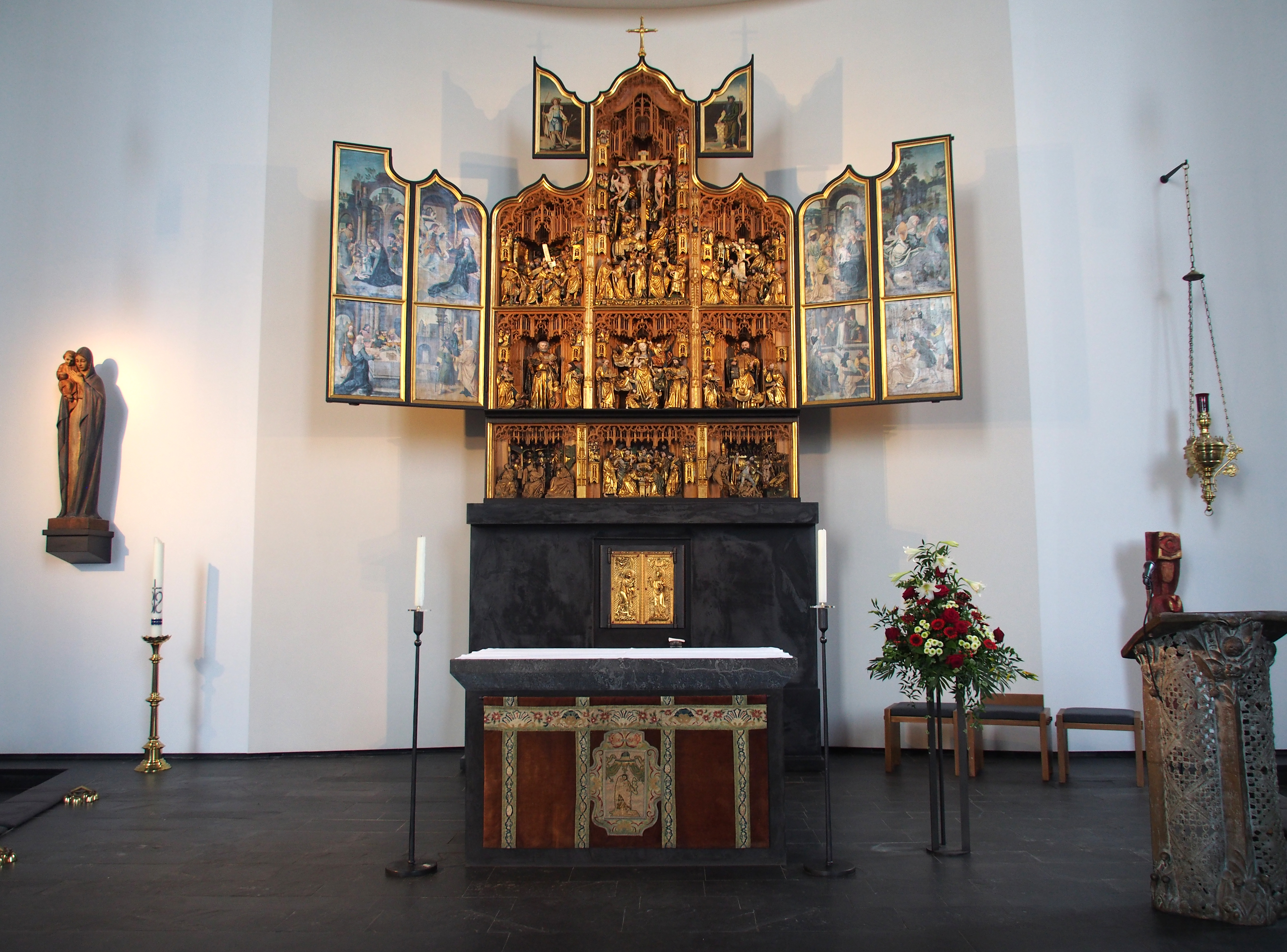
Hauptaltar Kirche St. Peter, flandrischer Schnitzaltar (um 1520)

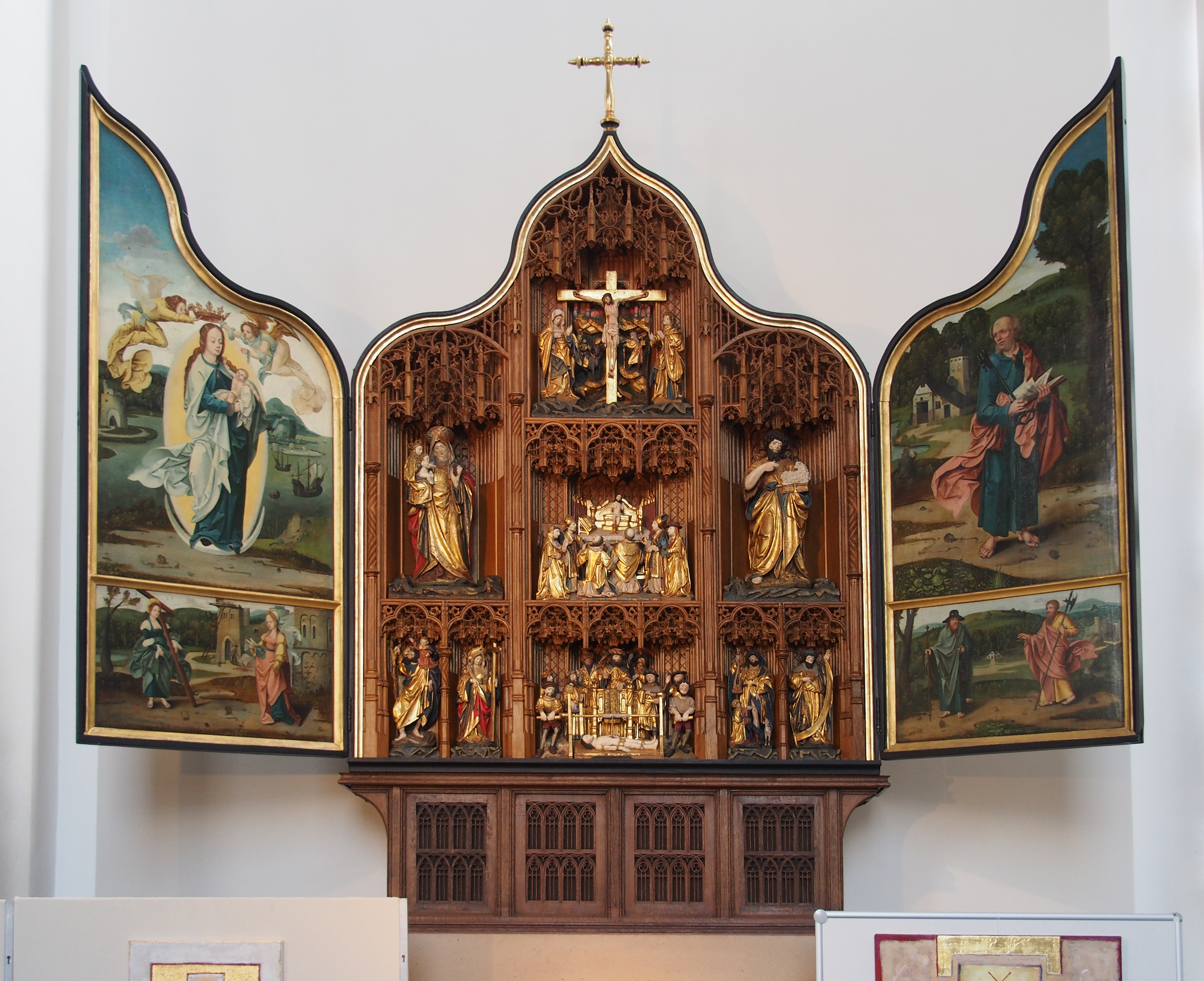
Nebenaltar Kirche St. Peter, flandrischer Schnitzaltar (um 1520)

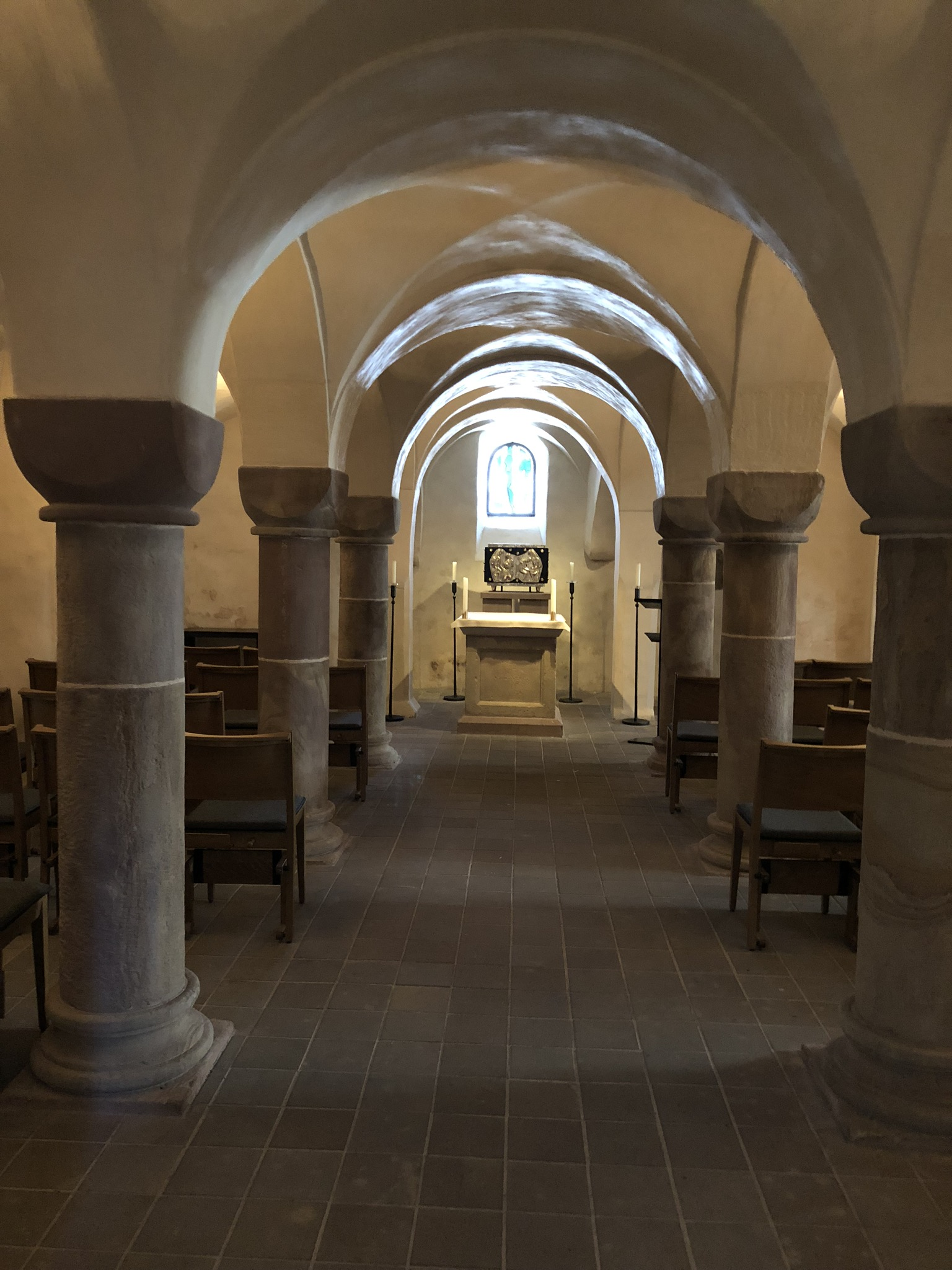
Krypta

Die Kirche wurde im Jahre 848 zum ersten Mal bei Wandalbert von Prüm urkundlich erwähnt. Im 11. Jahrhundert erhielt die Benediktinerabtei St. Michael in Siegburg vom Kölner Erzbischof das Patronatsrecht an St. Peter. In dieser Zeit erfolgte ein Neubau der Kirche im salisch-romanischen Stil. Im Laufe der Jahre wurde sie verschiedentlich umgebaut und erweitert. Beim alliierten Bombenangriff am 24. Dezember 1944 wurde sie vollständig zerstört. Die Grundsteinlegung zum Wiederaufbau erfolgte im Jahre 1953. Die Pläne zum Neubau stammen von Karl Band. Ausdehnung und Höhenwirkung orientieren sich am Vorgängerbau. Der Hauptraum ist jedoch um 90 Grad gedreht und nach Süden ausgerichtet. Die Kirche wurde 1955 fertiggestellt und zwei Jahre später, nach Fertigstellung des frei stehenden Turmes, geweiht. In den Mauern sind zahlreiche Steine des Vorgängerbaus zu sehen. Besonders erwähnenswert sind die Antwerpener Schreinaltäre, die Heiligendarstellungen enthalten, die in Beziehung zu Zülpich stehen. Daher ist davon auszugehen, dass es sich um Auftragswerke bürgerlicher Institutionen handelt. Der größere ist wohl das Auftragswerk der Matthiasbruderschaft und der Metzgerzunft. Bemerkenswert auch die neugotischen Beichtstühle und die romanische Krypta, die sich linksseitig vom Altarraum befindet. Sie ist damit der einzige Raum, der die Zerstörung der alten Kirche überstanden hat. Sie wird als eine der schönsten salischen Unterkirchen im Rheinland gerühmt und besteht aus zwei annähernd gleichen Raumteilen, die von einer Pfeilerreihe getrennt werden und umfasst jeweils drei Schiffe mit vier Jochen. Sie enthält zwei Altäre aus dem 19. und 20. Jahrhundert. In einer Wandnische ist der Kirchenschatz mit Werken aus der Barockzeit zu bewundern. Hierunter auch ein Kreuzreliquiar und eine beeindruckende Sonnenmonstranz von 72 cm Höhe. Des Weiteren ist in der neuen Kirche ein Kölner Kruzifix um 1060, ein Taufstein aus Blaustein aus dem 12. Jahrhundert und die „Erper Madonna“, die früher ein Wallfahrtsziel war, von 1450 zu finden. Der neue frei stehende Glockenturm enthält 64 quadratische Fensteröffnungen und ist das höchste Gebäude der Stadt. Über der neuen Taufkapelle befindet sich eine beeindruckende Orgel mit Trompeteria des Herstellers Orgelbau Weimbs aus Hellenthal. Das Werk wurde auf rein elektrische Steuerung umgebaut. Der Spieltisch steht in der Annokapelle. Sie enthält 47 Register, verteilt auf drei Manuale und Pedal.

#### Landesburg aus dem 14. Jahrhundert

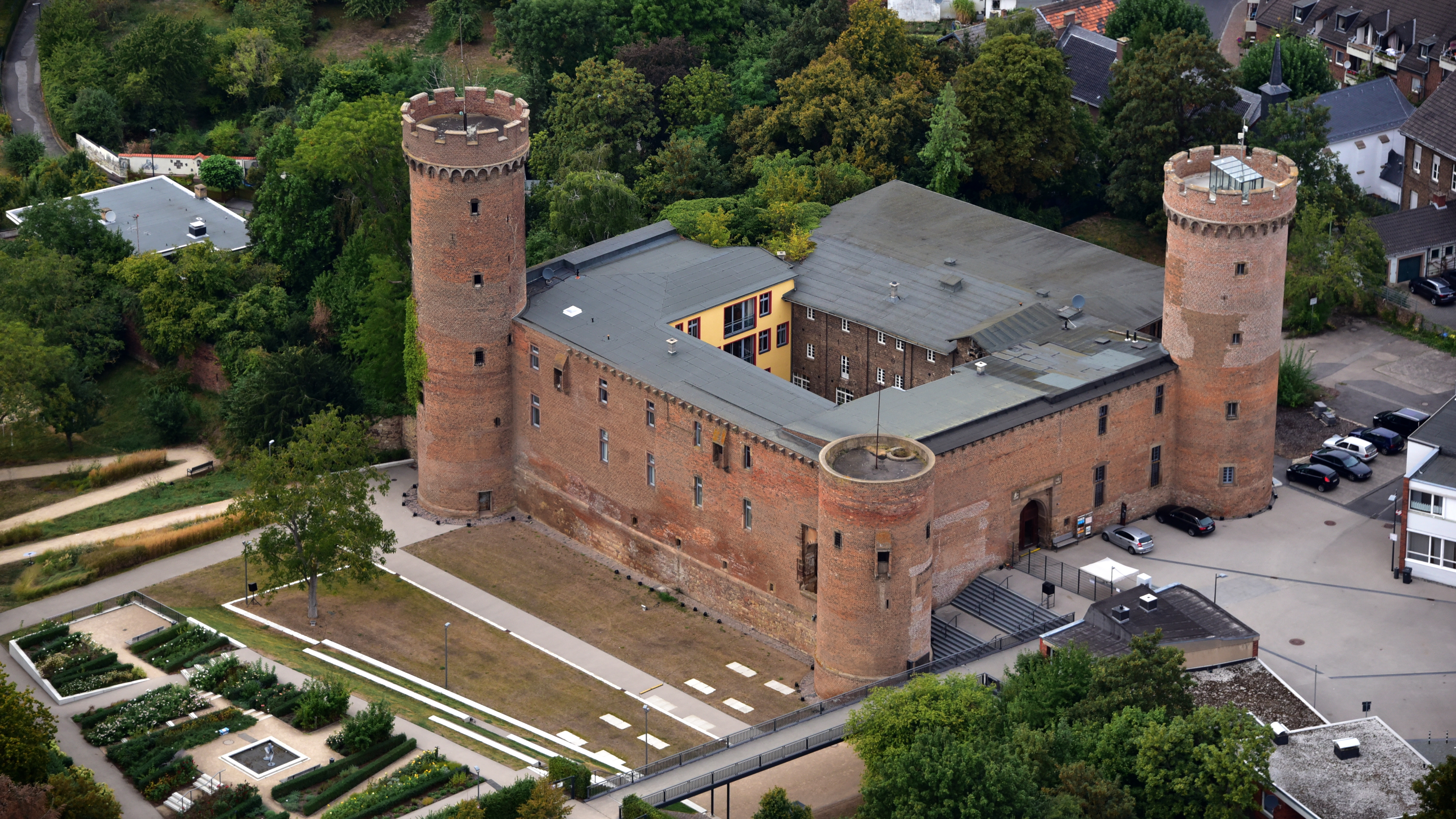
Die Zülpicher Landesburg aus der Luft

Die erste Burg an diesem Platz wurde von den Jülicher Pfalzgrafen widerrechtlich errichtet. Vom Erzbischof Friedrich III. von Saarwerden wurde das Jülicher Schloss abgerissen und an dessen Stelle die heutige Burg Mitte des 14. Jahrhunderts erbaut. Die für das Mittelalter untypische Lage der Burg auf relativ ebenem, lediglich nach Norden abfallenden Gelände erklärt sich daraus, dass die Burg auf den Grundmauern des ehemaligen römischen Kastells und nachfolgender Befestigungsanlagen erbaut wurde. Die Vorgängerburg wurde während der Normanneneinfälle im 9. Jahrhundert zerstört.
Während des Dreißigjährigen Krieges und der Raubkriege Ludwig XIV. erlitt die Burg schwere Beschädigungen. Nach ihrem Wiederaufbau verfiel sie in den folgenden Jahrhunderten. 1741 gelangte sie in Privatbesitz. Ab 1870 beheimatete sie eine Schnapsbrennerei, bis sie 1944 bei Bombenangriffen erneut schwer beschädigt wurde. Nach dem Zweiten Weltkrieg wurden die mittelalterlichen Außenmauern und die Fabrik im Innenhof wieder aufgebaut.
Ende der 1970er Jahre wurde die Brennerei an die Maywerke verkauft und die Produktion in Zülpich eingestellt, die Burg begann erneut zu verfallen. Erst Anfang des 21. Jh. konnte die Burg an private Investoren verkauft werden. Diese richteten nach Renovierung Privatwohnungen und gewerblich nutzbare Räume ein. Einen Teil belegt seit 2009 der Zülpicher Geschichtsverein mit einer Geschichtswerkstatt. In dieser gibt es für Touristen und Interessierte einen Infopunkt, außerdem führt der Verein am ersten Adventwochenende im Burginneren einen kleinen Weihnachtsmarkt durch.
2013 wurde der Ostturm der Landesburg zu einem Aussichtsturm ausgebaut.

#### Rathaus
Das mittelalterliche Rathaus wurde bis auf den Rathausturm zerstört. Die Grundsteinlegung zum neuen Rathaus fand im Jahre 1950 statt, jedoch nicht an der alten Stelle, sondern links neben dem Postgebäude, mittig auf dem Marktplatz. Die Stadtbediensteten konnten 1952 die Arbeit im neuen Haus aufnehmen. Aber im Laufe der Zeit wurde es zu klein, und so wurde das moderne Rathaus 1982 an das bestehende angebaut.

#### Rathausturm

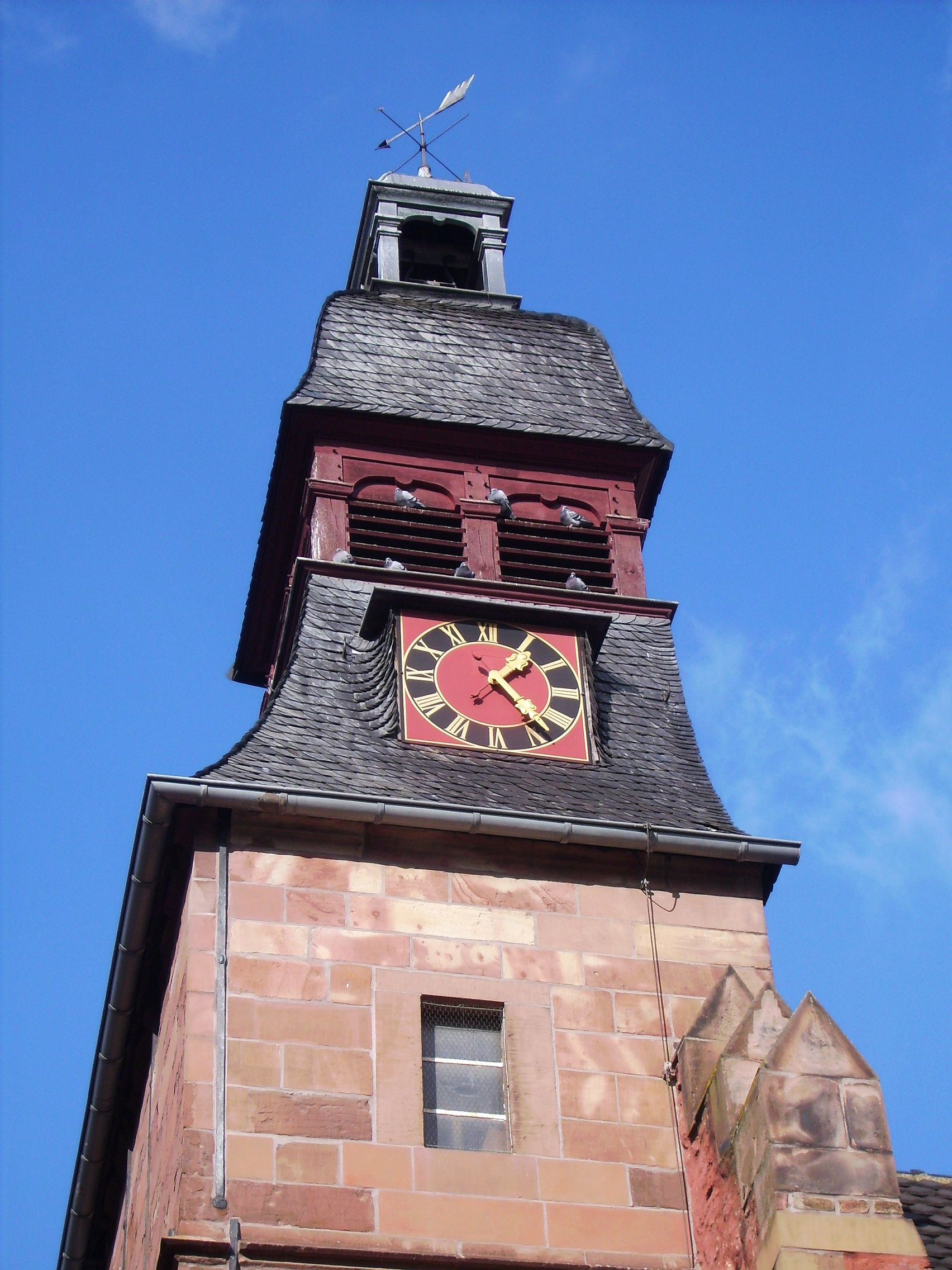
Der alte Rathausturm

Der nachgotische Turm wurde wahrscheinlich zwischen 1722 und 1725 errichtet. Jeder Ratsherr musste im Jahre 1726 auf eigene Kosten ein Glasfenster „stiften“, wofür er vom Bürgermeister mit 1/4 Wein „entlohnt“ wurde. Seit einigen Jahren befindet sich im Rathausturm ein italienisches Restaurant.

#### Stadtmauer
Zülpich hat eine noch fast komplette Stadtmauer, wie es sie im Rheinland nur noch wenige gibt. Sie umgibt den Stadtkern. Diese mittelalterliche Ringmauer steht zum Teil auf den Resten einer römischen Mauer. Sie wurde im 14. Jh. zusammen mit den vier Stadttoren errichtet. An der Stadtmauer – am Frankengraben – war ein 1979 in Mechernich-Breitenbenden freigelegtes und danach in Zülpich aufgestelltes Stück der römischen Wasserleitung zu sehen, die aus der Eifel nach Köln führte. Es findet sich nun im Seepark.

#### Stadttore

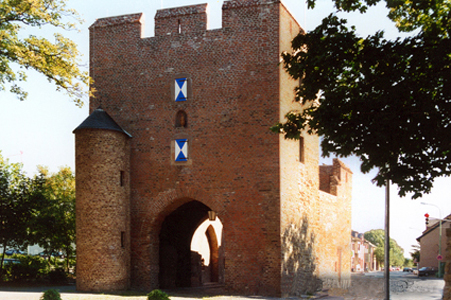
Das Kölntor
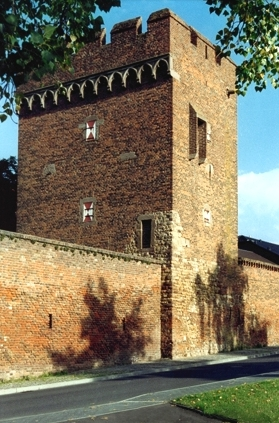
Das Bachtor
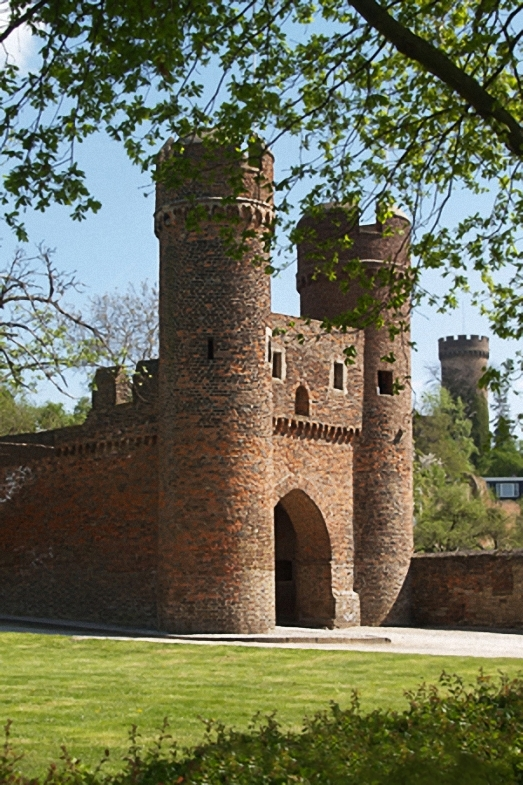
Das Weiertor
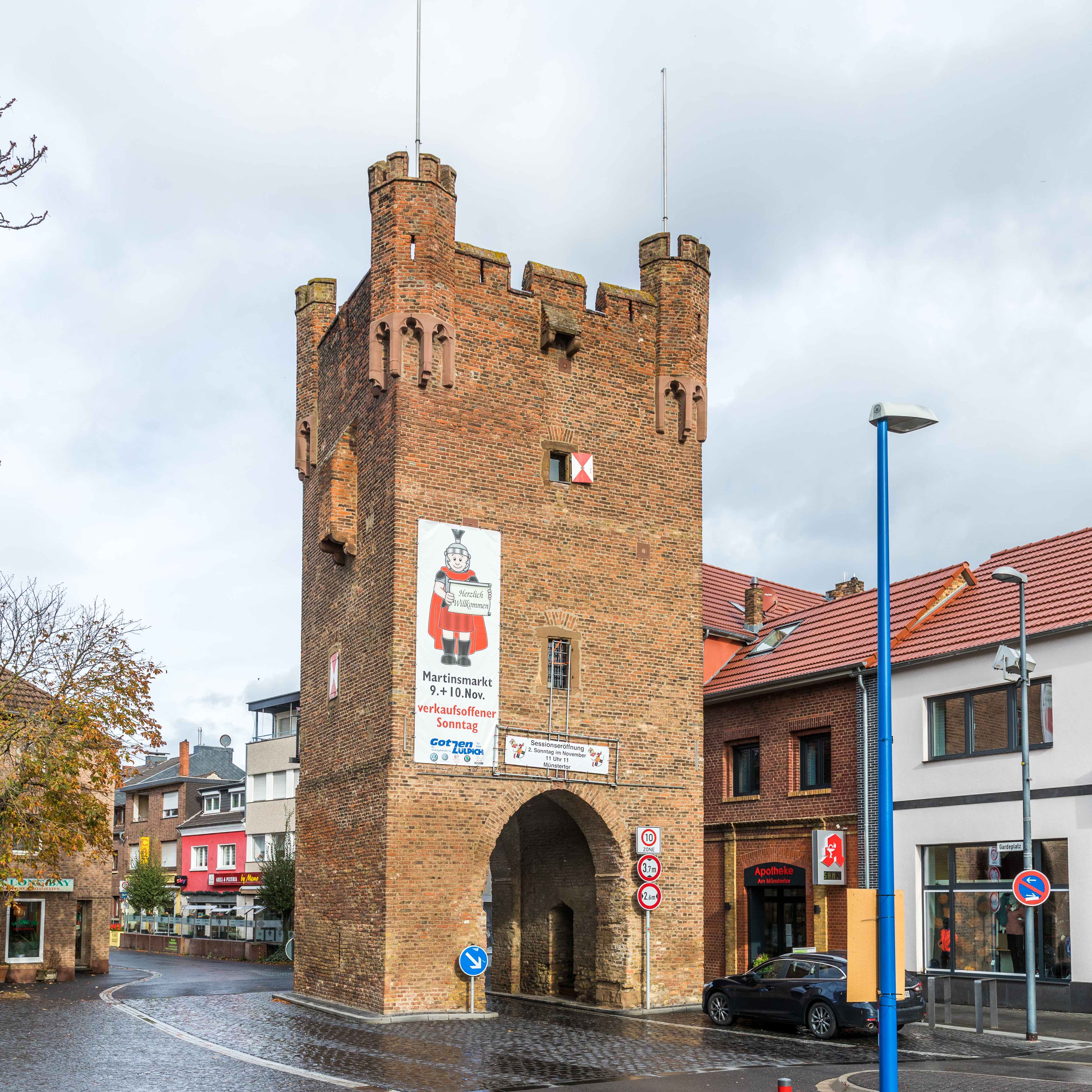
Das Münstertor

##### Kölntor
Im Zuge der Stadtbefestigung Ende des 14. Jahrhunderts wurde das Osttor der Stadt am Ende der gleichnamigen Straße nach Köln als sogenanntes Doppeltor errichtet, das heißt, durch das erste Tor (eckiger Vortorbau mit Zinnen) gelangte man in einen Hof (Zwinger), um durch das zweite, höhere Haupttor (Innentor) in die Stadt zu gelangen. Damit sollte dem Feind das Eindringen erschwert werden. 1886 wurde es vergrößert, der Torbogen wurde höher gelegt. Aber der Verkehr nahm immer mehr zu, und die an das Tor angebaute Stadtmauer musste daraufhin durchbrochen werden. Im Zweiten Weltkrieg wurde das Kölntor mit Panzersperren aus Beton versehen, die heute noch sichtbar sind. Die Kriegsschäden waren hier sehr hoch, und so wurden die Mauern zwischen 1949 und 1953 ausgebessert. Eine ausgiebige Restaurierung wurde von der Karnevalsgesellschaft Blaue Funken vorgenommen. Sie richtete in Zusammenarbeit mit der Stadt und dem Landeskonservator im Tor eine Wachstube ein.

##### Bachtor
Erbaut wurde es im Jahre 1393, ebenfalls als Doppeltoranlage am Ende der Bachstraße im Norden in Richtung Bergheim und Niederlande. Hier wurde das Vortor, auf einem Stich von 1746 als Zinnenvortor ohne Rundtürme (ähnlich Kölntor) dargestellt, wegen des zunehmenden Verkehrs um 1900 entfernt. Die Stadtmauer reichte bis an das Tor heran. Später wurde sie, wieder wegen des Verkehrs, durchbrochen. Heute läuft die Straßenführung der nach dem Tor benannten Bachstraße (K 82) westlich am Tor vorbei.

##### Weiertor

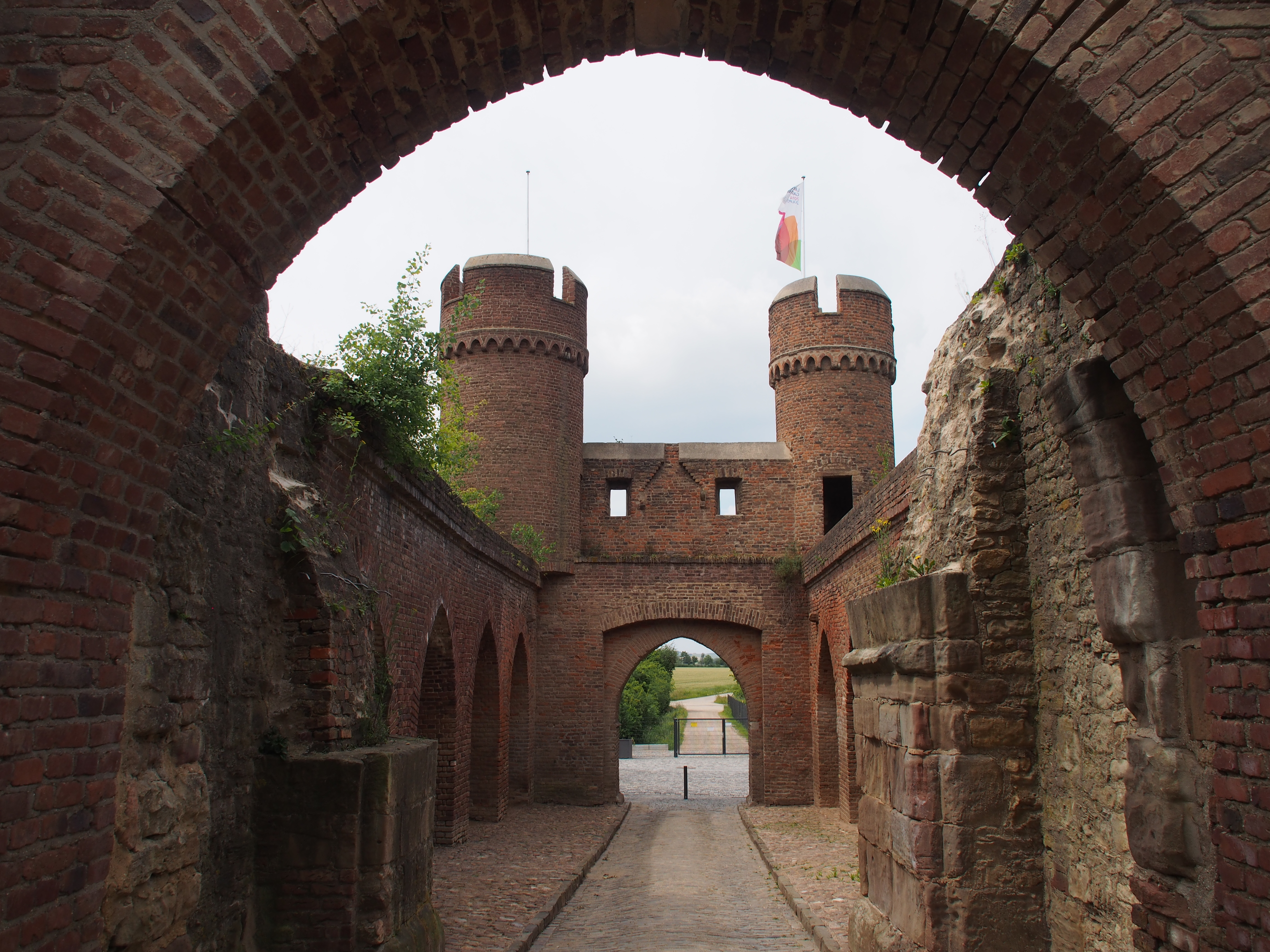
Innenraum des Weiertors

Das allgemein als „schönstes der Zülpicher Tore“ bezeichnete westliche Stadttor nach Düren wurde ebenfalls Ende des 14. Jh. als Doppeltor erbaut. Bei Bombenangriffen wurde es zum Großteil zerstört. Das eigentliche Haupttor, rechteckiger Torturmbau mit Zinnenkranz ähnlich dem Bachtor, wurde 2023 wieder aufgebaut, der rechte Turm war bereits im Jahre 1974 wieder aufgebaut worden.

##### Münstertor
Das Münstertor wurde im Jahre 1357 als erstes der Stadttore am südlichen Ende der gleichnamigen Straße errichtet und führte auf die Landstraße nach Bad Münstereifel. Auf dem Stich von 1746 (Das mittelalterliche Stadtbild Zülpichs auf einer Zeichnung der Frühen Neuzeit) ist das Münstertor mit ähnlichem Vortor wie das Bachtor einschließlich der zwei runden Flankentürme dargestellt.
Aufgrund des hohen Verkehrsaufkommens musste die Stadtmauer am Tor entfernt werden. Auch das Münstertor wurde im Krieg sehr stark zerstört. Die zinnengekrönten Eckwarte, die es als einziges Tor hatte, wurden erst 1976 wiederhergestellt. Bei Erdarbeiten zum 2012 fertiggestellten Kreisverkehr wurden Fundamente einer Doppeltoranlage gefunden. Damit bestätigte sich die Darstellung auf dem Stich von 1746.
Wie das Kölntor beheimatet das Münstertor eine Karnevalsgesellschaft, die Prinzengarde. Problem beim Ausbau zur Wachstube war der Treppenaufgang. Man einigte sich bald auf die Variante einer Stahlkonstruktion neben dem Turm, so wie sie heute sichtbar ist.

#### Martinskirche

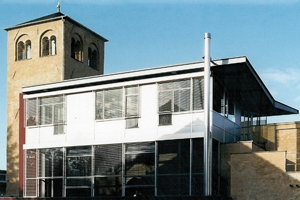
Die Martinskirche, heute eine Bürgerbegegnungsstätte

Die Kirche befand sich im 12. Jh. an der heutigen Römerallee, nahe dem Friedhof. Der Erzbischof Siegfried von Westerburg ließ sie abreißen und an der heutigen Stelle 1279 wieder aufbauen. Seit der Säkularisation im Jahre 1802 wurde sie verschiedentlich als Lagerhalle und Wohnstätte genutzt. 1952 brannte die Kirche völlig aus. 1997 wurde der Umbau der Kirche in eine Bürgerbegegnungsstätte abgeschlossen.

#### Römerthermen
Auf dem Mühlenberg, in unmittelbarer Nähe der Kirche St. Peter, befinden sich römerzeitliche Thermen aus dem 2. Jahrhundert. Sie gelten als besterhaltene Ruinen dieser Art nördlich der Alpen. Sie sind heute in ein Museum der Badekultur integriert.

#### Haus Spitz
Haus Spitz ist ein repräsentatives Landhaus mit großem Landschaftspark. Es war das Wohnhaus des Papierfabrikanten Heinrich Xaver Sieger.

### Museen

#### Museum der Badekultur

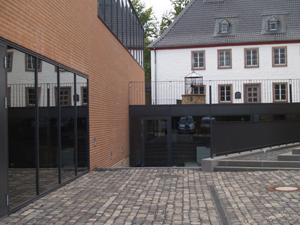
Links das „Museum der Badekultur“, im Hintergrund das alte Museum

Über den römerzeitlichen Thermen am Mühlenberg wurde ab 2004 nach Plänen des Zülpicher Architekten Markus Ernst das Museum für Badekultur erbaut und im September 2008 eröffnet.

#### Geschichtswerkstatt
Nach der Eingliederung der Räumlichkeiten des ehemaligen Heimatmuseums Zülpich in der alten Propstei am Mühlenberg in das Museum der Badekultur wurde von 2009 bis zum Oktober 2011 der größte Teil des Ausstellungsbestandes des alten Heimatmuseums in die neu geschaffene Geschichtswerkstatt überführt. Die Räumlichkeiten befinden sich in der ebenfalls am Mühlenberg gelegenen kurkölnischen Landesburg. Entgegen möglicherweise auf Ableitungen aus dem Namen Geschichtswerkstatt fußenden Vorstellungen handelt es sich hierbei um ein ganz normales Museum zur Stadtgeschichte Zülpichs und nicht etwa um eine Forschungseinrichtung oder ein Kreativprojekt. Träger des Museums sind die Stadt Zülpich und in ehrenamtlicher Tätigkeit der Zülpicher Geschichtsverein.

#### Hubert Salentin-Museum
Im Jahr 2024 wurde in Zülpich gegenüber dem Geburtshaus von Hubert Salentin das Hubert Salentin-Museum eröffnet, das die Salentin-Sammlungen der Stadt Zülpich und die Werke der Manfred Vetter-Stiftung für Kunst und Kultur miteinander vereint.

### Frauenbildungshaus Zülpich
1979 wurde mit dem Frauenbildungshaus Zülpich im Ortsteil Lövenich das deutschlandweit erste ausschließlich der Frauenbildung gewidmete Tagungszentrum eröffnet.

## Persönlichkeiten

### Historische Persönlichkeiten
- Michael Küll (1693–1732), Abt des Klosters Steinfeld

### Ehrenbürger
- Hubert Salentin, * 15. Januar 1822 in Zülpich; † 7. Juli 1910 in Düsseldorf, Maler
- Joseph von Ayx, * 20. August 1838 in Münstereifel; † 27. August 1909 auf Burg Zievel bei Euskirchen, Landrat

### Söhne und Töchter der Stadt
- Jacobus Polius, * 1588/1589 in Zülpich; † 6. Juni 1656 in Köln, Ordensoberer des Franziskanerklosters Bethanien in Düren
- Ferdinand von Hompesch zu Bolheim, * 9. November 1744 in Oberelvenich; † 12. Mai 1805 in Montpellier, Großmeister des Malteserordens
- Johann Peter Weidmann, * 27. Juli 1751 in Zülpich; † 23. Juni 1819 in Mainz, Mediziner und Hochschullehrer
- Hubert Salentin, * 14. Januar 1822 in Zülpich; † 10. Juli 1910 in Düsseldorf, Genremaler der Düsseldorfer Schule
- Theodor Weber, * 28. Januar 1836 in Zülpich; † 12. Januar 1906 in Bonn, Bischof
- Ludwig Sieger, * 27. September 1857 in Zülpich; † 15. November 1952 in Gladbach, General
- Thomas Eßer, * 15. Mai 1870 in Schwerfen; † 29. November 1948 in Euskirchen, Herausgeber und Politiker
- Peter Simons, * 9. Februar 1877 in Oberelvenich; † 1. Juni 1956 in Nemmenich, Heimatforscher
- Karl Sieger, * 27. August 1883 in Zülpich; † 23. Juni 1961 in Gladbach, Landrat
- Karl Schwarz, * 11. August 1886 in Zülpich; † 22. April 1959 in Bad Godesberg, Architekt
- Peter Tollmann, 10. November 1900 in Zülpich; † 18. Dezember 1967, Politiker (Zentrum, CDU), Mitglied des Landtags des Landes Nordrhein-Westfalen
- Stephan Legge, 8. August 1930; † 23. September 2005, Architekt und Stadtplaner
- Josef Kloock, * 31. Juli 1935 in Zülpich; † 29. Mai 2023 in Erftstadt, Ökonom und Hochschullehrer
- Christel Jenniches, * 14. Oktober 1937 in Nemmenich; † 28. Februar 2011, deutsche Amateur-Sängerin
- Luise Kött-Gärtner, * 1953 in Zülich, plastische Künstlerin
- Theo Breuer, * 30. März 1956 in Bürvenich, Schriftsteller und Herausgeber
- Rolf A. Kluenter, * 1956 in Bürvenich, bildender Künstler, Filmemacher und Produzent
- Olaf Feuerborn, * 12. Juli 1961 in Zülpich, Landwirt und Politiker (CDU), Mitglied des Landtags von Sachsen-Anhalt
- Thomas Scheidtweiler, * 13. Juli 1964 in Zülpich, Agraringenieur und Wissenschaftsmanager
- Frank Berners, * 1965 in Zülpich, Fernsehproduzent und ehemaliger Programmdirektor von RTL
- Jörg Kleudgen, * 20. Juli 1968 in Zülpich, Schriftsteller, Herausgeber sowie Musiker und Sänger der Gothic-Rock-Band The House of Usher
- Oliver Krischer, * 26. Juli 1969 in Zülpich, Biologe und Politiker (Bündnis 90/Die Grünen), Mitglied des Deutschen Bundestages
- Hans Jörg Hennecke, * 1971 in Zülpich, Politikwissenschaftler und Wirtschaftsfunktionär

### Personen, die mit Zülpich in Verbindung stehen
- Victor Neels (1925–2025), ehemaliger belgischer Kommandant von Camp Vogelsang, lebte und verstarb in Zülpich.
- Kai Meyer, * 23. Juli 1969 in Lübeck, Autor, in Zülpich aufgewachsen
- Silke Rottenberg, * 25. Januar 1972 in Euskirchen, ehemalige Fußballnationalspielerin, in Zülpich aufgewachsen
- Hans Biermann, * 23. November 1954 in Lünen, Mediziner und Verleger, lebt in Zülpich

## Wissenswertes
- Nach Zülpich (frz.: Tolbiac) sind in Paris eine Straße, die Rue de Tolbiac, und eine Brücke, die Pont de Tolbiac, und eine Métro-Station benannt. Darüber hinaus befinden sich in der Schlachtengalerie (frz.: Galerie des Batailles) im Schloss von Versailles und im Panthéon in Paris großformatige Gemälde bzw. Fresken mit Darstellungen der Schlacht von Zülpich[20][21]. Zudem gibt es hauptsächlich im Rheinland einige weitere, nach Zülpich benannte Straßen und Plätze, darunter in Köln, Bonn, Düsseldorf und Düren.
- Bis zum Ende des 19. Jahrhunderts wurde am Neffelbach auch in Zülpich Weinbau betrieben.
- In Zülpich gab es einen jüdischen Friedhof, dessen Tote 1958 auf den jüdischen Friedhof in Köln-Ehrenfeld umgebettet wurden.